# Emilie Ullerup

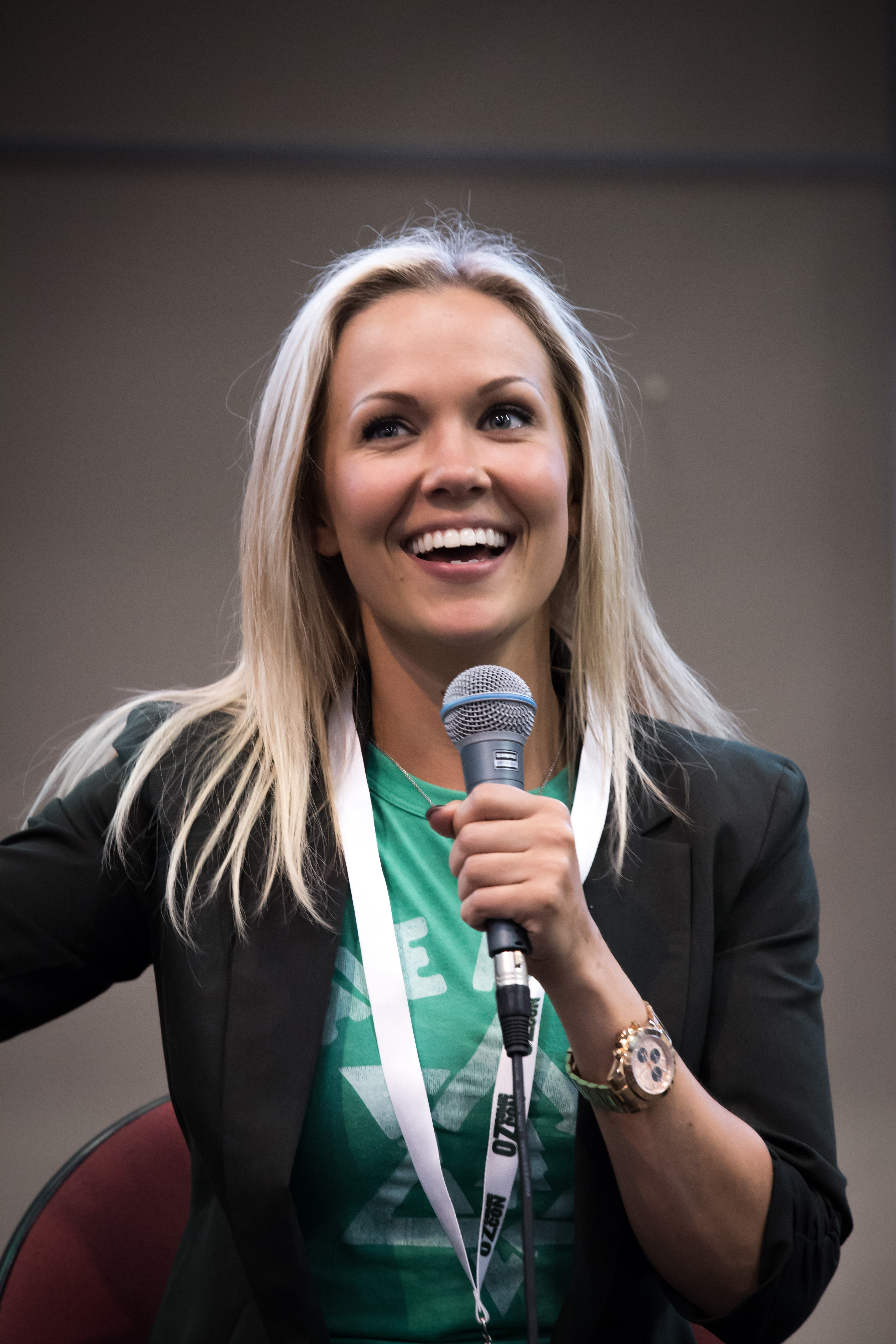
Emilie Ullerup auf der OzComicCon 2013 in Adelaide

Emilie Ullerup (* 27. Oktober 1984 in Kopenhagen) ist eine dänische Schauspielerin.

## Leben und Karriere
Emilie Ullerup wurde als Kind einer Diplomatenfamilie in Kopenhagen geboren. Durch die Arbeit ihrer Eltern wohnte sie in ihrer Kindheit in vielen Ländern, unter anderem in den USA, Belgien und Vietnam. Nach Abschluss der High School in Kopenhagen 2003 zog sie ins kanadische Vancouver und besuchte die Vancouver Film School, an der sie 2005 einen Abschluss machte.
2006 hatte Ullerup ihre erste Nebenrolle in der Science-Fiction-Fernsehserie Battlestar Galactica. Ihre erste Hauptrolle hatte sie als Ashley Magnus in der kanadischen Science-Fiction-/Mystery-Serie Sanctuary – Wächter der Kreaturen. Es folgten Rollen in den Serien Smallville, Riese: Kingdom Falling und Hunt to Kill, bevor sie 2012 in dem Spielfilm Das gibt Ärger mitspielte.
Ullerup ist seit dem 14. August 2018 mit dem Schauspielkollegen Kyle Cassie verheiratet.

## Filmografie (Auswahl)
- 2006: Battlestar Galactica (Fernsehserie, 2 Folgen)
- 2007: Blood Ties – Biss aufs Blut (Blood Ties, Fernsehserie, Folge 1x01)
- 2007–2010: Sanctuary – Wächter der Kreaturen (Sanctuary, 28 Folgen)
- 2008: JPod (Fernsehserie, 13 Folgen)
- 2009: Smallville (Fernsehserie, eine Folge 9x06)
- 2009–2010: Riese: Kingdom Falling (TV-Miniserie, 5 Folgen)
- 2010: Hunt to Kill
- 2011: Supernatural (Fernsehserie, eine Folge 7x04)
- 2012: Das gibt Ärger (This Means War)
- 2012: Das Philadelphia Experiment – Reactivated (The Philadelphia Experiment, Fernsehfilm)
- 2012: The Music Teacher (Fernsehfilm)
- 2012: Witchslayer Gretl
- 2012–2014: Arctic Air (Fernsehserie, 31 Folgen)
- 2013: A Little Bit Zombie
- 2013: Zwei Helden auf acht Pfoten (Step Dogs)
- 2014: Death Do Us Part
- 2014: Leprechaun: Origins
- 2015: Asteroid – Zerstörung aus dem All (Meteor Assault, Fernsehfilm)
- 2015: Der Sturm – Life on the Line (Life on the Line)
- 2016: The Blackburn Asylum: Der Nächste bitte! (The Blackburn Asylum)
- 2016: Life on the Line
- 2016: Signed, Sealed, Delivered: From the Heart (Fernsehfilm)
- 2016: Signed, Sealed, Delivered: One in a Million (Fernsehfilm)
- 2016: Signed, Sealed, Delivered: Lost Without You (Fernsehfilm)
- 2016: Hearts of Christmas (Fernsehfilm)
- 2016–2022: Chesapeake Shores (Fernsehserie, 55 Folgen)
- 2017: Sleepwalking in Suburbia (Fernsehfilm)
- 2017: Signed, Sealed, Delivered: Home Again (Fernsehfilm)
- 2017: With Love, Christmas (Fernsehfilm)
- 2018: Christmas Bells Are Ringing
- 2019: Winter Castle – Romanze im Eishotel (Winter Castle)
- 2019: Stalked by My Doctor – A Sleepwalker’s Nightmare
- 2020: Nature of Love (Fernsehfilm)
- 2021: Time Capsule Romance (Fernsehfilm)
- 2022: Verlorene Liebe (Brazen)
- 2022: Motherland: Fort Salem (Fernsehserie, 6 Folgen)
- 2023: Retreat to You (Fernsehfilm)